# Johannes Klimakos

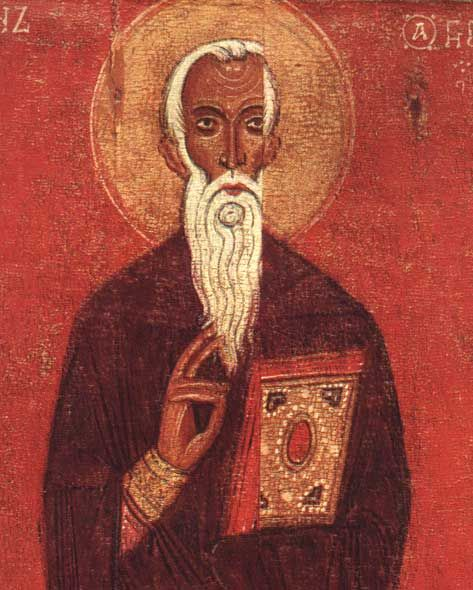

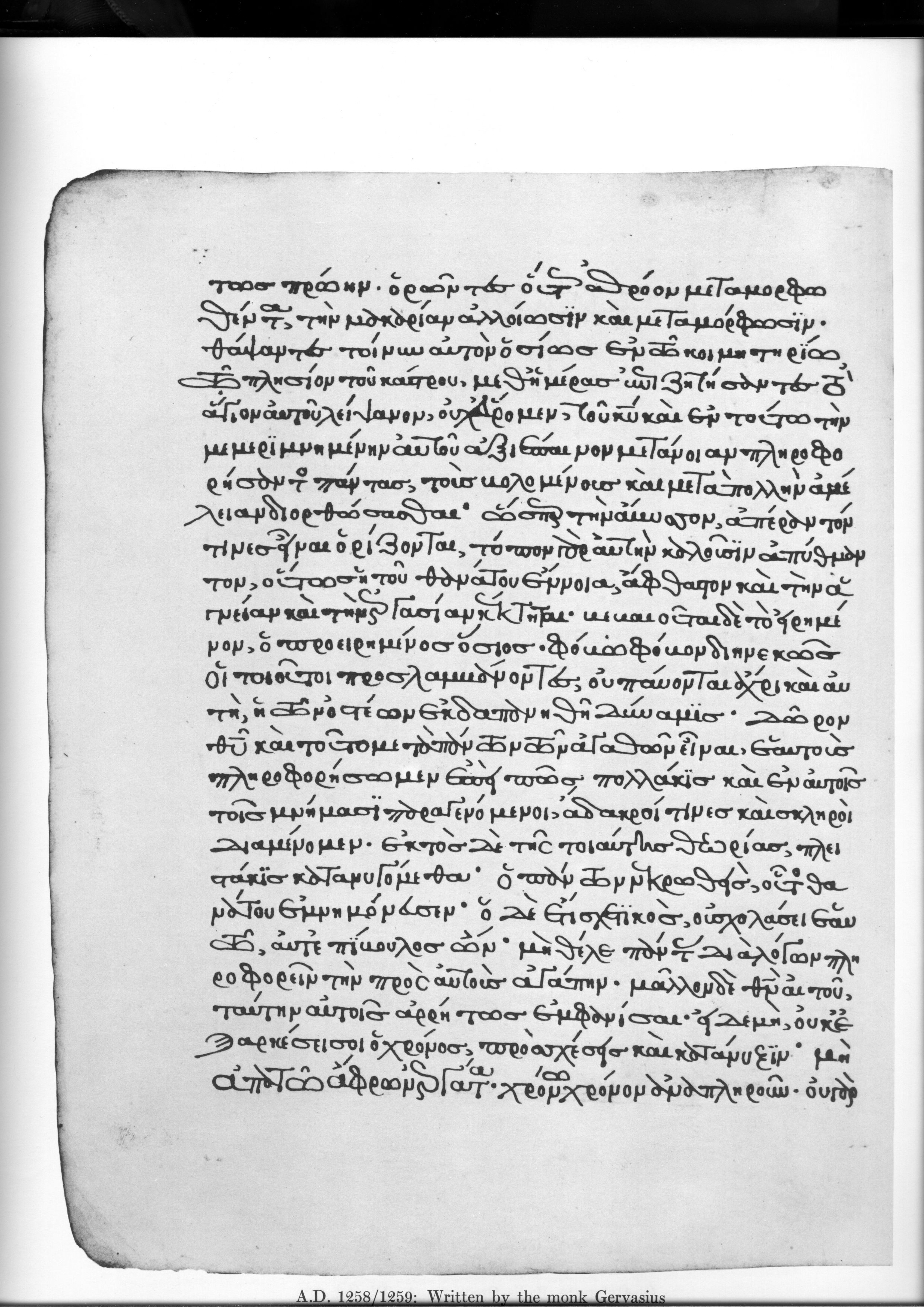
Johannes Klimakos, Scala paradisi in der 1258/1259 geschriebenen Handschrift Mailand, Biblioteca Ambrosiana, D 58 sup., fol. 58v

Johannes Klimakos (altgriechisch Ἰωάννης Κλίμακος, auch genannt Johannes von der Leiter (Klimax = „Treppe“, „Leiter“), * vor 579; † um 649) war ein Heiliger, Mönch und griechisch schreibender spiritueller asketischer Schriftsteller. Er gilt als einer der bedeutendsten Lehrer des frühen Hesychasmus.

## Leben
Über das Leben des Johannes Klimakos ist wenig Sicheres überliefert. Der Legende nach wurde er als Sechzehnjähriger Mönch und trat in das Katharinenkloster am Berg Sinai ein. Dort habe er sich vier Jahre als Novize prüfen und unterweisen lassen. Danach soll er sich an den nahen Ort Thola zurückgezogen und dort jahrzehntelang asketisch gelebt haben. Gleichzeitig habe er einige Schüler in der Askese unterrichtet. Trotz seiner strengen Lebensweise wurde Johannes der Überlieferung nach von einigen Mönchen als geschwätziger und kindischer Mann bezeichnet, woraufhin er sich ein Jahr lang strenges Schweigen auferlegte. Daraufhin wählte man ihn nach 40 Jahren als Eremit zum Abt des Katharinenklosters.
Inzwischen ist diese Überlieferung als historisch unplausibel erwiesen worden. Die kunstvollen rhetorischen Figuren in seinen Schriften, sowie philosophische Denkformen weisen auf eine gediegene akademische Bildung hin, wie sie während seiner Epoche für einen Beruf in Verwaltung und Rechtswesen üblich war. Im Sinai konnte eine solche Ausbildung nicht erworben werden. Darüber hinaus weisen lebensgeschichtliche Beobachtungen darauf hin, dass er wohl am Meer lebte, vermutlich in Gaza, und dort anscheinend einen juristischen Beruf ausübte. Erst nach dem Tod seiner Frau, mit Anfang vierzig, dürfte er ins Sinai-Kloster eingetreten sein. Diese Erkenntnisse erklären auch den Horizont und die literarische Qualität seiner Schriften, die einen deutlichen philosophischen Hintergrund haben. Die Legende von seiner Weltentsagung mit 16 Jahren beruht demnach auf dem Motiv, ihn als von weltlicher Bildung unberührt darzustellen, wie es sich auch in anderen Viten von Heiligen findet. Deren Wurzeln in theologischen und philosophischen Bildungstraditionen werden damit bewusst verwischt.

## Schriften

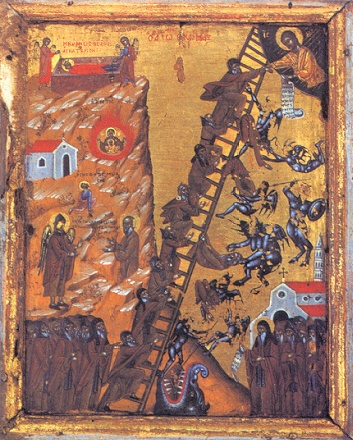
Ikonographie der „Himmelsleiter“

Johannes fertigte zahlreiche asketische Schriften an, in denen er einen Weg zur christlichen Vollkommenheit vorzeichnete. Sein Hauptwerk ist Klimax tu paradeísu („Treppe zum Paradies“, lateinisch Scala paradisi). Dieses Werk, dem Johannes seinen Beinamen verdankt, erhielt seinen Namen nach Jakobs Traum von der Himmelsleiter (Gen 28, 10–19). Johannes schildert darin den Weg des Mönchs zur Vollkommenheit in 30 Graden (Leitersprossen). Über die Phasen des „Bruchs mit der Welt“, der Erlernung der Grundtugenden, der anschließenden „Reinigung des Gottsuchers“ und der „Krönung des ‚Weges der Praxis‘“ gelangt der Mönch schließlich zur „Einigung mit Gott“.
Die Beobachtung von Wilhelm Bousset, dass die Alte Kirche nicht die alten Religionen des Mittelmeerraumes (siehe auch Hellenismus, Spätantike) weiterführt, sondern die Philosophie der Griechen, wird durch Johannes ganz bestätigt:

„παρὰ ἀνθρώποις οὐκ ἔστι, φησὶν, οὐκ ἔστι τὴν ἐνστῶσαν ἡμέραν εὐσεϐῶς διεξιέναι, εἰ μὴ αὐτὴν ἐσχάτην παντὸς τοῦ βὶου λογισώμεθα. Καὶ θαῦμα ὄντως πῶς καὶ Ἕλληνές τι τοιοῦτον ἐφθέγξαντο, ἐπεὶ καὶ φιλοσοφίαν τοῦτο εἶναι ὁρίζονται, μελέτην θανάτου.“ – ‚Fieri non potest, inquit nonnemo, non potest fieri inter mortales, ut praesentem diem satis pie religioseque transigamus, nisi illum ipsum diem totius vitae supremum ultimumque existimemus. Et sane permirum est, quomodo et pagani scriptores aliquid id genus pronuntiarint, qui studium sapientae nihil aliud esse dixerunt quam meditationem mortis.‘ – „Es ist nicht möglich, sagte jemand, den gegenwärtigen Tag rechtschaffen zuzubringen, es sei denn, man hielte ihn für den letzten unseres Lebens. Und es ist schon bemerkenswert, dass auch die Griechen so etwas behaupteten. Philosophie definierten sie als Nachsinnen über den Tod.“

## Nachleben
Textstücke aus der Treppe zum Paradies wurden in der Kleinen Philokalie abgedruckt, einem weit verbreiteten Andachtsbuch der russisch-orthodoxen Kirche.

„Die Leiter, die auf dringliche Bitte des Abtes des nahen Klosters von Raithu am Sinai verfaßt wurde, ist ein vollständiger Traktat über das geistliche Leben, in dem Johannes den monastischen Weg vom Verzicht auf die Welt bis hin zur Vollkommenheit der Liebe beschreibt. Es ist ein Weg, der nach diesem Buch über dreißig Stufen verläuft, von denen jede mit der nachfolgenden verbunden ist.“

Der Festtag des heiligen Johannes Klimakos ist der 30. März. Er wird in der Kunst als Asket und Greis mit einem langen Bart dargestellt, oftmals auch mit der Himmelsleiter. In der Orthodoxen Kirche ist der vierte Sonntag der Großen Fastenzeit dem Gedenken an Johannes Klimakos gewidmet. In den orthodoxen Klöstern wird in dieser Fastenzeit aus der Himmelsleiter vorgelesen. Der Mönch Daniel aus dem nahen Kloster Raithu schrieb die Vita des Johannes Klimakos.
Søren Kierkegaard veröffentlichte seine Philosophische Brocken (1844) unter dem Pseudonym Johannes Climacus.

## Textausgaben
- Matthäus Rader (Hg.): Του εν αγιοις πατρος ημων Ιωαννου Σχωλαστικου, του ηγουμενου του αγιου ορους Σινα, απαντα (Tu en hagiois patros hēmōn Iōannu Scholastiku, tu hēgumenu tu hagiu orus Sina, hapanta). Sancti Patris Nostri Ioannis Scholastici abbatis montis Sina, qui vulgò Climacus appelatur, opera omnia. Sumptibus Sébastien Cramoisy, Lutetiae Parisiorvm 1633.
- Jacques-Paul Migne (Hg.): Του εν αγιοις πατρος ημων Ιωαννου Σχωλαστικου, του ηγουμενου του αγιου ορουσ Σινα, απαντα (Tu en hagiois patros hēmōn Iōannu Scholastiku, tu hēgumenu tu hagiu orus Sina, hapanta). Sancti Patris Nostri Joannis Scholastici, vulgo Climaci, abbatis montis Sina, opera omnia. Patrologiae cursus completus […], series graeca 88. DNB 457770686

Patrologia cursus completus […] omnium SS. patrum, doctorum scriptorumque ecclesiasticorum sive Latinorum, sive Graecorum; Nachdruck-Bände verlegt im Brepols-Verlag, Turnhout (Belgien). DNB 457769645

## Übersetzungen
- Franz Sales Handwercher: Die Leiter zum Paradiese. Oder: Vorschriften, wodurch eifrige Seelen zur christlichen Vollkommenheit geleitet werden. Aus dem griechischen Urtexte des heiligen Kirchenvaters Johannes Klimakus, Abtes auf dem Berge Sinai; nebst seinen übrigen Schriften; mit Erklärungen des Elias, Erzbischofes von Kreta, und Anmerkungen aus der heiligen Schrift und den Werken heiliger Kirchenväter. EA Krüll, Landshut 1834. 2. Auflage, Manz, Regensburg 1874 (Leitsterne auf der Bahn des Heils Bd. 7 = Neue Folge Bd. 1).
- Heiliger Johannes vom Sinai: Klimax oder die Himmelsleiter. Übersetzt von Geōrgios Makedos, Vorwort von Damianos, Erzbischof des Sinai. Der Christliche Osten, Würzburg 2000, ISBN 3-927894-26-5.
- Sentenzen des Johannes Climacus vom Sinai. In: Zwischen Welt und Wüste. Worte christlicher Araber. Aus dem Syr., Äthiop., Arab. und Griech. übers. und hrsg. von Klaus Berger. Insel-Verlag, Frankfurt am Main/Leipzig 2006, ISBN 3-458-19275-1, S. 56–83 (Auswahlübersetzung).
- John Climacus: The Ladder of Divine Ascent. Herausgegeben und übersetzt von Colm Luibhéid und Norman Russell. Paulist Press, New York 1982.